# Pinkhell
PinkHell a Magyar Képregény Akadémia hivatalos lapja. 2005–12 között, összesen nyolc száma jelent meg.

## Eddig megjelent számok

### A 0. szám tartalma
(I. évfolyam 0. szám, 2005. november 26.)
borító: Gáspár Tamás 
Gáspár Tamás: A torony ■ Ycity – Geek: Husssh ■ Kemenes Tamás – Zorro de Bianco: Kimaradt jelenetek (Star Wars és Sin City paródiák) ■ Saban: Sárga csíkos kék labda ■ Lanczinger Mátyás: Tohuvabohu (Volt egyszer egy Guta) ■ Kiss Gábor: Légió ■ Fritz Zoltán: Az égig érő paszuly, Torony ■ Péteri Gábor – Cserkuti Dávid: Fohász

### Az 1. szám tartalma
borító: Geek
Kemenes Tamás – Zorro de Bianco: Vogel ■ Saban: A sárga csíkos kék labda (2. rész) ■ Vass Richárd: Fcience Siction ■ Ycity: Husssh! (2. rész) ■ Zorro de Bianco: Szivárvány köz ■ Cserkuti Dávid – Gáspár Tamás: Henry a playboy ■ Vass Richárd: Feketelovag ■ Tamási Antal: Liza Katatóniában ■ Dodon – Zorro de Bianco – Graphit: Torony ■ Lanczinger Mátyás: Tohuvabohu (2. rész) ■ Ábrai Barnabás (Geek): Meme ■ Kemenes Tamás – Fritz Zoltán: Bárdos Darabolós ■ Haragos Péter: Zoo

### A 2. szám tartalma
borító: Zorro de Bianco)
Fekete Imre – Cserkuti Dávid: A torony ■ Geek – Fabe – Kiss Gábor: Ász a szkafanderben ■ Hopsy: A névtelen torony ■ Péteri Gábor – Graphit: Másnap ■ Saban: A sárga csíkos kék labda (befejező rész) ■ Kemenes Tamás – Zorro de Bianco: Vogel stripek ■ Doomblade – Cserkuti Dávid: 8 perc ■ Cserkuti Dávid – Gáspár Tamás: Moszkító ■ Geek: Hőstörténet ■ Felvidéki Miklós: Noname ■ Lanczinger Mátyás: A sárga parókás nő ■ Zorro de Bianco – Fritz Zoltán: A halál és az iránytű ■ Győri Tibor: Hatvankettedik fabula ■ Geek – Gáspár Tamás: Királylány ■ Vass Richard: Masa és Bumszki ■ Zorro de Bianco: Szivárvány köz ■ Haragos Péter: Strip ■ Tikos Péter: A kreativitásról ■ Zorro de Bianco – Gáspár Tamás: 10 perc

### A 3. szám tartalma
borító: Gáspár Tamás
Szabó Jenő – Tikos Péter: Pernye ■ Horváth Gábor – Vass Richárd: Vasárnapi szafari (Alfabéta díjas képregény) ■ Pap Károly – Graphit: The Gang ■ Matheika Gábor: Reggel ■ Zorro de Bianco – Fritz Zoltán: A halál és az iránytű (befejező rész) ■ Felvidéki Miklós: Noname (a Fumetto nemzetközi képregényfesztiválon harmadik helyezett képregény) ■ Faludi Róbert: Priznic és Diperte

### A 4. szám tartalma
első borító: Felvidéki Miklós, hátsó borító: Cserkuti Dávid
Felvidéki Miklós: Noname ■ Zorro de Bianco: Szivárvány köz (Filozófiák a budoárban) ■ Bardon Barnabás: A kimutathatatlan ■ Fritz Zoltán – Szűcs Levente: Az életmentő rák (szanszkrit elbeszélések alapján) ■ Szabó Jenő – Fabe – Horváth Henrik – Haránt Artúr: A pilóta hagyatéka ■ Kiss Gábor: Dermafória (Craig Clevenger regénye nyomán) ■ Matheika Gábor: Pen Club ■ Kemenes Tamás – Győri Tibor – Haránt Artúr: Paralel ■ Oroszlány Balázs – Felvidéki Miklós – Lanczinger Mátyás – Kiss Gábor : Üdvözlet Budapestről ■ Szabó Jenő – Graphit: Rádiók ostroma ■ Szabó Jenő – Gáspár Tamás: Parlamenti túlóra

### Az 5. szám tartalma
első borító: Zabos Csaba, hátsó borító: Lanczinger Mátyás
Kemenes Tamás – Zorro de Bianco: Vogel stripek ■ Szabó Jenő – Zsoldos Péter – Haránt Artúr: All Star Holiday ■ Zorro de Bianco – Graphit: Az apák bűnei (Christianna Brand novellája alapján ) ■ Szabó Jenő – Felvidéki Miklós – Tikos Péter: Pernye: Főbűn a családban ■ Jrf – Fritz Zoltán és Tamási Antal – Szűcs Levente: A Holló ■ Haragos Péter: Strip ■ Kiss Gábor: Dermafória (2. rész) (Craig Clevenger regénye nyomán ) ■ Bardon Barnabás: Képtelenek – Madárfejű Lajcsi halála ■ Fórizs Gergely – Haránt Artúr: Meló ■ Lanczinger Mátyás: Balhé reggelire, avagy a flúgos komagyilkos

### A 6. szám tartalma
borító: Tikos Péter
Szabó Jenő – Felvidéki Miklós – Tikos Péter: Pernye: Koronasirató ■ Szabó Jenő – Zorro de Bianco – Haránt Artúr: Mélypont ■ Lakatos István: Vasárnap ■ Haragos Péter: Strip ■ Szabó Jenő – Fórizs Gergely – Haránt Artúr: Droidok városa ■ Geek – Varga Zsolt: Nyuszi vagy, Mckfly! ■ Fórizs Gergely – Haránt Artúr: Vadas ■ Felvidéki Miklós: Noname ■ Zorro de Bianco – Graphit: Orlando

### A 7. szám tartalma
(VI. évfolyam 7. szám, 2010. december 18.)
borító: Cserkuti Dávid
Andok Tamás – Fórizs Gergely: Sea Zombies ■ Haránt Artúr: A csomag ■ Haragos Péter: Strip ■ Felvidéki Miklós: Noname ■ Csordás Dániel: A Sátán pecsétje ■ Fritz Zoltán – Szűcs Levente – Saban: Korhelyhajhászat ■ Vincze Nóra: A maszk ■ Szabó Jenő – Fabe – Haránt Artúr: Fülledt világűr ■ Matheika Gábor: Pen Club ■ Koppányi Péter – Fórizs Gergely – Haránt Artúr: Bluestrip ■ Geek – Varga Zsolt: Atomókor ■ Szabó Jenő – Zorro de Bianco – Haránt Artúr: Mélypont ■ Csordás Dániel: Machete ■ Fritz Zoltán: Mamucipőke

### A 8. szám tartalma
(VII. évfolyam 8. szám, 2011. december 11.)
Árva-Szabó Péter – Kiss János – (Kovács Péter): Elsők ■ Németh András: Rocksztár leszek, Mama! Puskás Szabolcs – Halmi Zsolt: A nap vége ■ Fritz Zoltán: Filmstrip ■ Csordás Dániel: ∞ ■ Felvidéki Miklós: Noname ■ Csordás Dániel: A Had Night's Day ■ Fórizs Gergely: Sea Zombies ■ Haragos Péter: Strip ■ Szabó Jenő – Fritz Zoltán – (Haránt Artúr): Pernye rendel

## Külső hivatkozások
- A Magyar Képregény Akadémia blogja
- MKA a Képregény.Neten[halott link]